# Francis Sowerby Macaulay
Pour les articles homonymes, voir Macaulay.
Francis Sowerby Macaulay (1862-1937), est un mathématicien anglais qui fait des contributions significatives à la géométrie algébrique. 

## Biographie
Il est connu pour son livre The Algebraic Theory of Modular Systems (La Théorie algébrique des systèmes modulaires, un ancien nom pour les idéaux) paru en 1916, qui a profondément influencé le développement ultérieur de l'algèbre commutative. Les anneaux de Cohen-Macaulay, la dualité de Macaulay (en), le résultant de Macaulay (en) et les systèmes de calcul formel Macaulay (en) et Macaulay2 (en) sont nommés d'après lui.
Francis Macaulay fait ses études secondaires à la Kingswood School (en) de Bath et poursuit brillamment ses études supérieures au St John's College de Cambridge. Professeur à la St Paul's School de Londres, il donne les cours de mathématiques les plus avancés de 1885 à 1911. Parmi ses élèves figurent les mathématiciens J. E. Littlewood et G. N. Watson.
En 1928, il est élu Fellow de la Royal Society.

## Publications choisies
- F. S. Macaulay, « Some Formulæ in Elimination », Proc. London Math. Soc., vol. 35,‎ 1902, p. 3-27 (DOI 10.1112/plms/s1-35.1.3, lire en ligne).
- Francis Sowerby Macaulay, The Algebraic Theory of Modular Systems, Cambridge University Press, coll. « The Cornell Library of Historical Mathematical Monographs », 1916 (ISBN 978-1275570412).